# Willy Sprangers
Willy Sprangers (Merksem, 5 maart 1954) was een Belgisch wielrenner.
Als amateur behaalde hij verscheidene nationale kampioenschappen op de baan. Van 1978 tot 1983 was hij beroepswegrenner met als grootste overwinning een etappe in de Ronde van Spanje van 1982.

## Belangrijkste overwinningen
1979
- GP E5

1982
- 16e etappe Ronde van Spanje

## Resultaten in voornaamste wedstrijden
| Jaar | Ronde van Italië | Ronde van Frankrijk | Ronde van Spanje |
| ---- | ---------------- | ------------------- | ---------------- |
| 1978 |                  |                     | 58e              |
| 1979 |                  |                     |                  |
| 1981 | 98e              |                     |                  |
| 1982 |                  |                     | 58e (1)          |

| Jaar | Parijs-Roubaix |
| ---- | -------------- |
| 1978 |                |
| 1979 | 21e            |
| 1981 |                |
| 1982 |                |